# Кокран (Онтарио)
Ко́кран — город в провинции Онтарио, Канада. Является административным центром одноимённого округа. Население — 5487 чел. (по переписи 2006 года).

## География
Город расположен на северо-востоке Онтарио, рядом с центральной частью Глиняного пояса. Расстояние до Торонто — 720 км, до Тандер-Бея — 725 км. Кокран расположен на арктическом водоразделе: реки, берущие здесь своё начало, впадают в залив Джеймс (бассейн Северного Ледовитого океана).
Кокран лежит на 49-м градусе северной широты, по которой (западнее) проходит значительная часть канадской-американской государственной границы.

## Климат
| Показатель                                                                   | Янв.  | Фев.  | Март  | Апр.  | Май   | Июнь | Июль | Авг. | Сен. | Окт. | Нояб. | Дек.  | Год  |
| ---------------------------------------------------------------------------- | ----- | ----- | ----- | ----- | ----- | ---- | ---- | ---- | ---- | ---- | ----- | ----- | ---- |
| Абсолютный максимум, °C                                                      | 7,2   | 11,7  | 20    | 30    | 33,9  | 36,7 | 37,2 | 36,1 | 35   | 28,9 | 20    | 13    | 37,2 |
| Средний максимум, °C                                                         | −12,1 | −8,9  | −1,9  | 7,4   | 16,4  | 21,1 | 24   | 22,3 | 15,5 | 8,2  | −0,4  | −9,4  | 6,9  |
| Средняя температура, °C                                                      | −18,4 | −15,8 | −8,9  | 0,7   | 9,2   | 13,8 | 16,8 | 15,5 | 9,9  | 3,6  | −4,5  | −15   | 0,6  |
| Средний минимум, °C                                                          | −24,7 | −22,7 | −15,9 | −6    | 2     | 6,4  | 9,5  | 8,6  | 4,3  | −1   | −8,5  | −20,5 | −5,7 |
| Абсолютный минимум, °C                                                       | −47   | −45,6 | −41,7 | −31,1 | −13,9 | −6,7 | −3   | −2,8 | −7,8 | −16  | −38,3 | −45,6 | −47  |
| Норма осадков, мм                                                            | 72,3  | 42,4  | 58,3  | 44,6  | 73,2  | 91,1 | 90,1 | 87,9 | 109  | 77,8 | 64    | 69,3  | 880  |
| Источник: http://www.eldoradocountyweather.com/canada/climate2/Cochrane.html |       |       |       |       |       |      |      |      |      |      |       |       |      |

## История
Кокран основан в 1908 году. 1 января 1910 года он получил статус небольшого города (англ. town). Город получил своё название в честь канадского политика Фрэнсиса Кокрана.
Ещё до основания города здесь находился перевалочный пункт торговцев мехом, следовавших в Мус-Фактори. В начале XX века канадская компания «National Transcontinental Railway» («Национальные трансконтинентальные железные дороги») прокладывала железнодорожный путь в этих местах и выбрала тот район, где сегодня находится Кокран, в качестве стыковочного узла с железной дорогой Северного Онтарио (конечный пунктом дороги является город Мусони). Населённый пункт при железнодорожной станции был основан в ноябре 1908 года. В 1910, 1911 и 1916 годах городок был опустошён пожарами, но каждый раз его отстраивали заново.

## Население

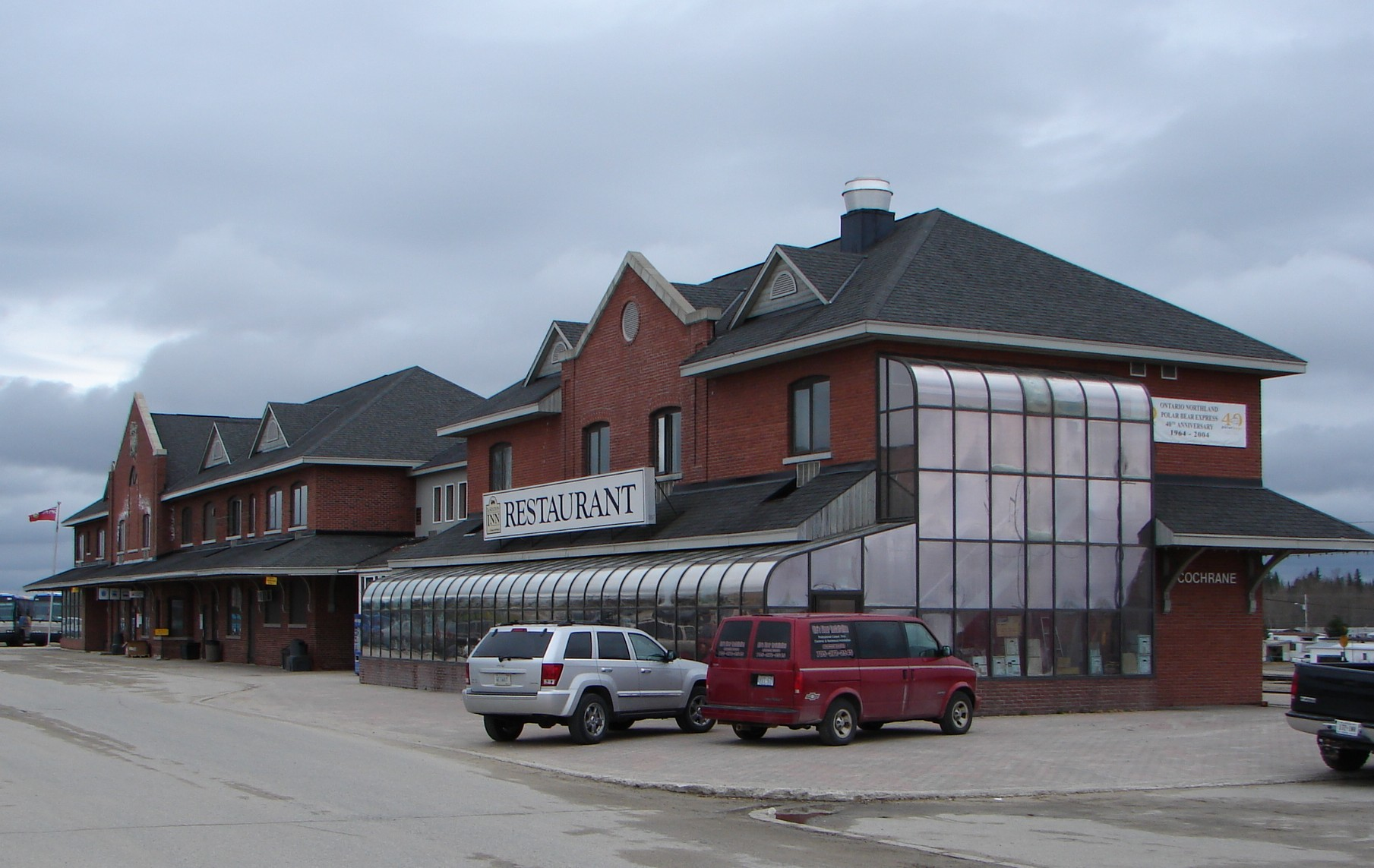
Ресторан

Согласно переписи 2006 года, численность постоянного населения Кокрана составляла 5487 человек. По сравнению с 2001 годом, когда проходила очередная перепись, население города сократилось на 203 человека. Всего в городе было зарегистрировано 2492 жилых дома и 1595 семей.
В городе в 2006 году проживало 2735 мужчин и 2755 женщин. Средний возраст жителей — 41,1 год (40,5 у мужчин и 41,5 у женщин). Доля жителей, не достигших возраста 15 лет, составляла 18,2 % (18,3 % у мужчин и 18,1 % у женщин).
Среди совершеннолетнего населения число состоящих в браке составляет 2470 человек. Ещё 1420 никогда не были женаты/замужем. Оставшиеся — разведённые или овдовевшие.
В городе зарегистрировано (на 2006 год) 2280 домохозяйств. Средний доход, приходящийся на одно домохозяйство в год (по данным за 2005 г.), составлял 48 286 долларов (аналогичный показатель для провинции Онтарио за тот же период — 60 455 долларов).

## Транспорт
Город обслуживает аэропорт. Он находится примерно в 5 км к северу от Кокрана.
Кокран расположен на перекрёстке железнодорожных путей. Отсюда можно добраться до конечной станции на железной дороге Северного Онтарио на поезде «Polar Bear Express».
В городе есть автобусное сообщение. Существуют и междугородние автобусные рейсы, связывающие Кокран с другими населёнными пунктами.

## Образование

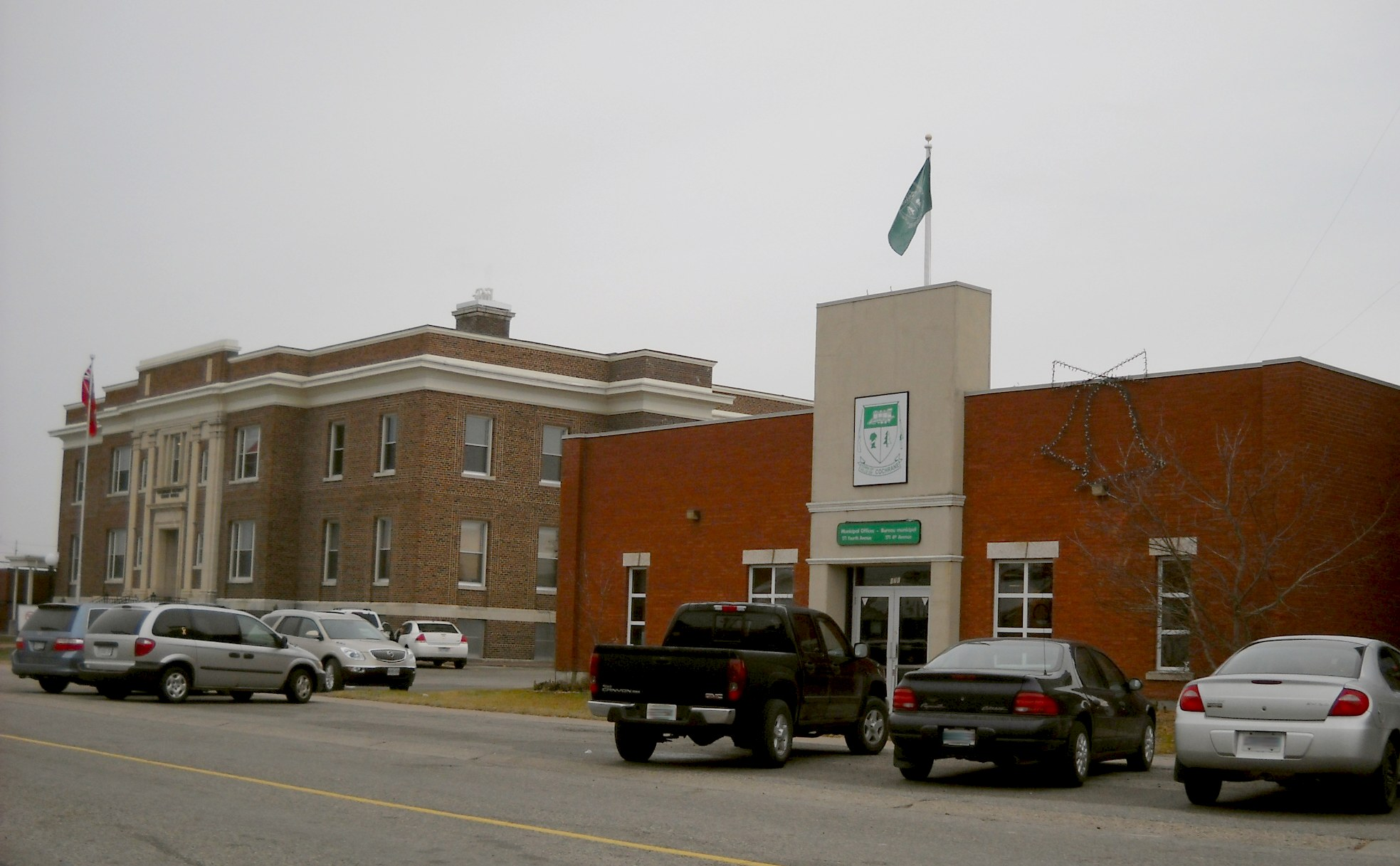
Здание местного муниципалитета

В Кокране есть 4 школы окружного значения. В трёх из них образование ведётся на английском языке, в одной — на французском. Две из этих школ — католические.

## Культура и досуг
В городе есть целый ряд спортивных клубов: по кёрлингу, горным лыжам, теннису, гольфу, а также другие спортивные центры и клубы.
В Кокране есть кинотеатр.
В 32 км от города расположен природный национальный парк, служащий популярным местом отдыха у туристов и местных жителей.

## Известные уроженцы и жители
- Дебора Эллис, канадская писательница